# Eric Maschwitz
Albert Eric Maschwitz (* 10. Juni 1901 in Birmingham, Großbritannien; † 27. Oktober 1969 in London) war ein britischer Entertainer, Textdichter, Autor und Fernsehproduzent. Maschwitz benutzte häufig den Künstlernamen Holt Marvell.

## Leben und Arbeit
Eric Maschwitz war ein Nachkomme in 6. Generation des 1729 in Züllichau/Schlesien geborenen Johann Gottlob Maschwitz. Er schrieb bereits als 13-Jähriger sein erstes Drama und studierte danach an verschiedenen Colleges in Cambridge. In den frühen 1920er Jahren begann er eine Laufbahn als Bühnenentertainer und als Schriftsteller, wobei er zunächst vor allem Kurzgeschichten schrieb und als Ghostwriter arbeitete. 1926 ging er zur BBC, wo er eine Radiosendung („In Town Tonight“) und später eine Fernsehshow („The Black and White Minstrel Show“) moderierte. Seit 1927 war er Herausgeber der Programmzeitschrift „Radio Times“ – eine Funktion, die er aufgab, als er bei der BBC 1933 zum Variety Director aufstieg.
Seine weiteste Bekanntheit erlangte Eric Maschwitz als Textdichter. Für die BBC schrieb er 1936 den Text zu dem Song „These Foolish Things“, der dann in „Spread It Abroad“, eine Londoner Revue, aufgenommen wurde. Die von Jack Strachey und Harry Link vertonten Verse wurden dort von Dorothy Dickson gesungen, aber erst Schallplattenaufnahmen anderer Interpreten (z. B. Billie Holiday) machten den Song zum Hit (zunächst in den USA). 1944 nahm Frank Sinatra den Song in sein Repertoire auf und machte ihn weltbekannt. 1940 kam der zweite international bedeutende Song heraus, zu dem Maschwitz den Text geschrieben hatte: „A Nightingale Sang in Berkeley Square“. Die Musik stammte von Manning Sherwin, und verwendet wurde der Song zunächst für das Musical „New Faces“, wo er von Judy Campbell (der Mutter von Jane Birkin) gesungen wurde.  Später wurde der Song durch die Interpretation von Vera Lynn populär. Bald darauf fand der Song auch ins Repertoire von Nat King Cole, Glen Miller, Harry Connick jr. und Sonny Rollins, später auch von The Manhattan Transfer Eingang. Daneben schrieb Maschwitz die Libretti und Songs für zahlreiche weitere Musicals, von denen „Zip Goes a Million“ (1951) das erfolgreichste war.
1939 ging Maschwitz nach Hollywood, wo ihn die MGM als Drehbuchautor unter Vertrag nahm. Gemeinsam mit R. C. Sherriff und Claudine West schrieb er das Buch für den von Sam Wood inszenierten Schicksalsfilm „Goodbye, Mr. Chips“ (1939), das den Autoren eine Oscar-Nominierung eintrug. Im selben Jahr produzierte die MGM unter der Regie von Reinhold Schünzel das Musical „Balalaika“, für dessen Drehbuch Maschwitz die Vorlage geliefert hatte.
Während des Zweiten Weltkrieges wurde Maschwitz vom Special Operations Executive ausgebildet und für den British Security Coordination nach New York entsandt. Am Ende des Krieges war er Chief Broadcasting Officer in der 21. Armeegruppe. Er verließ die Armee später im Range eines Lieutenant-Colonel.
1958 kehrte Maschwitz zum BBC-Fernsehen zurück, wo er die Leitung der Unterhaltungsabteilung übernahm und seine Überzeugung umzusetzen versuchte, dass die Aufgabe der BBC nicht in der kulturellen Bildung, sondern in der Unterhaltung des Publikums bestehe. 1963 verließ er die BBC wieder und ging zum Privatfernsehen ITV.
Eric Maschwitz war von 1926 bis 1940 (nach anderen Quellen: bis 1945; Scheidung) mit der britischen Schauspielerin Hermione Gingold und in zweiter Ehe mit der amerikanischen Schauspielerin Phyllis Gordon verheiratet. Von 1931 bis 1938 hatte er eine Beziehung mit Anna May Wong.

## Arbeiten und Publikationen von Eric Maschwitz (Auswahl)
Musicals (Libretti und Songtexte):
- 1932 – Good Night, Vienna
- 1933 – The Gay Hussar/Balalaika
- 1938 – Paprika
- 1940 – New Faces
- 1942 – Waltz Without End
- 1943 – Flying Colours
- 1946 – Evangeline
- 1947 – Starlight Roof
- 1948 – Carissima
- 1949 – Belinda Fair
- 1951 – Zip Goes a Million
- 1952 – Love From Judy
- 1954 – Happy Holiday/The Ghost Train
- 1955 – Romance in Candlelight
- 1956 – Summer Song

Verschiedenes:
- The Passionate Clowns. The Story of a Modern Witch, (Duckworth) 1927 (Roman)
- (mit Val Gielgud:) Death at Broadcasting House, 1931 (Kriminalroman)
- No Chip on My Shoulder, London (Herbert Jenkins) 1957 (Autobiografie)
- Thirteen for Dinner (Komödie)

## Filmografie
- 1927 – Croquette/Croquette, une histoire de cirque/Monkeynuts – Drehbuchvorlage
- 1932 – Good Night, Vienna/Magic Night – Drehbuch, Songtexte
- 1932 – His Lordship – Songtexte
- 1934 – Death at Broadcasting House – Drehbuch
- 1935 – Invitation to the Waltz – Drehbuchvorlage
- 1935 – Royal Cavalcade/Regal Cavalcade – Drehbuchvorlage
- 1936 – Land Without Music/Forbidden Music – Drehbuch (zusätzliche Dialoge)
- 1937 – Cafe Colette/Danger in Paris – Drehbuch
- 1937 – King Solomon’s Mines – Songtexte
- 1939 – Magyar Melody (Fernsehfilm) – Songtexte
- 1939 – Auf Wiedersehen, Mr. Chips – Drehbuch
- 1939 – Balalaika – Drehbuchvorlage
- 1945 – The True Glory – Drehbuch
- 1946 – Gaiety George/Showtime – Songtext
- 1946 – Carnival – Drehbuch
- 1949 – Tokyo Joe – Songtext: These Foolish Things
- 1953 – Little Red Monkey (Fernsehfilm) – Drehbuch
- 1955 – Little Red Monkey – Drehbuchvorlage
- 1957 – Destination Downing Street (Fernsehserie) – Produktion
- 1957 – The Little Hut – Songtexter: Titelsong
- 1990 – Daddy Nostalgie – Songtext: These Foolish Things
- 1993 – In the Line of Fire – Songtext: These Foolish Things
- 1994 – Clean Slate – Songtext: These Foolish Things